# شرطة برلين

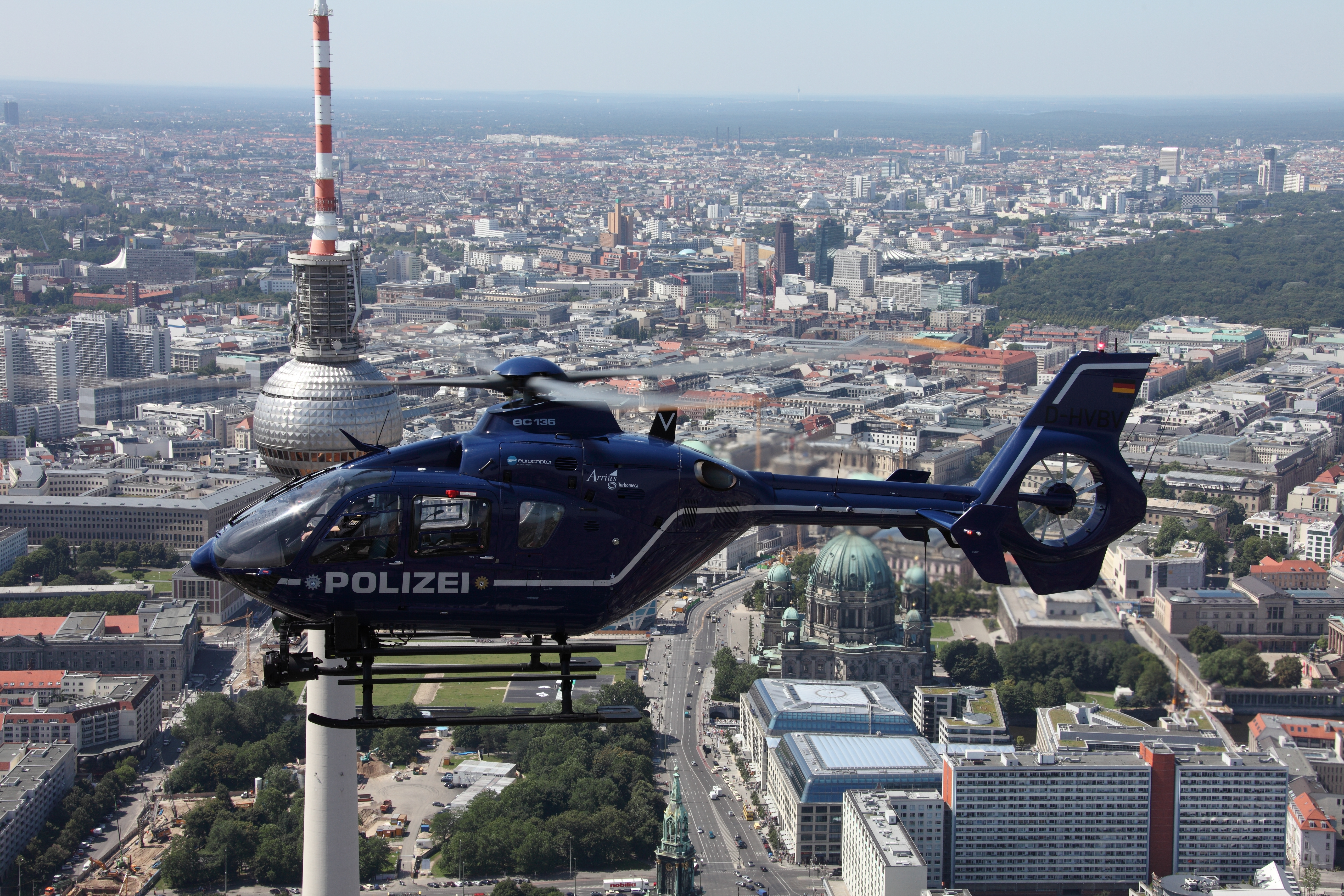
مروحية تابعة للشرطة فوق برلين (2012).

شرطة برلين ((بالألمانية: Der Polizeipräsident in Berlin)‏ - قائد شرطة برلين - أو برلينر بولايزي عادة - هي قوة شرطة الولاية الألمانية لدولة مدينة برلين. إنفاذ القانون في ألمانيا ينقسم بين الوكالات الاتحادية والولاية (الأرض).
يرأس شرطة برلين رئيس الشرطة، باربرا سلويك. نائبه هو نائب رئيس الشرطة مايكل كرومر. ويدعمهم في إدارة القوة مكتب أركان رئيس الشرطة وقادة الشعب المحلية الست وشعبة المهام المركزية وإدارة التحقيقات الجنائية وشعبة الخدمات المركزية.

## التاريخ
تأسست الشرطة الملكية البروسية في برلين في 25 مارس 1809 وكان Justus Gruner كأول رئيس للشرطة.
في مارس 1848 كانت برلين واحدة من الأماكن التي حدثت فيها ثورة 1848 (وتسمى أيضًا ثورة مارس). في هذا الوقت، وجد عدد قليل فقط من ضباط الشرطة (حوالي 200 ضابط مقابل 400000 مواطن) بسلطة محدودة، وكان ما يسمى Revierpolizei (شرطة مركز الشرطة حرفيًا). لمحاربة الثورة، طلب رئيس الشرطة، مفوض الشرطة الدكتور يوليوس فريهر فون مينوتولي من الجيش البروسي المساعدة. أرسلوا اثنين من أفواج حرس الفرسان، وثلاثة أفواج مشاة للحراسة. قُتل ما يقرب من 230 مواطنًا بالرصاص على أيدي السيافون لأن قوات الحراسة كانت لديها أوامر بـ "Immer feste druff!" (~ ضربهم بشدة!). بعد يومين انسحبت القوات وتأسست ميليشيا («برجوير») قوامها 20 ألف رجل. باختصار، كانت الميليشيا لا قيمة لها.
بعد الثورة بفترة وجيزة، أسس الملك فريدريك ويليام الرابع ملك بروسيا "Königliche Schutzmannschaft zu Berlin" في يونيو 1848. كانت أول قوة شرطة حديثة في ألمانيا من وجهة نظر ذالك العصر والوقت الحاي ففيما بعد. وهي تتألف من 1 أوبرست (عقيد)، و5 من سكان هاوبليوتين (قباطنة)، و200 فاخميستر (رقيب)، و 1800 من شوتلز (ضباط).
في عام 1936، خلال النظام النازي، تم حلها مثل جميع قوات الشرطة الألمانية الأخرى، وتم استيعابها فيشرطة النظام أو أوربو. تم تأسيس أوربو كمنظمة مركزية توحد بين قوات البلديات والمدن والزي الرسمي الذي تم تنظيمه على أساس كل ولاية على حدة. في النهاية، احتضنت أوربو جميع منظمات إنفاذ القانون والاستجابة لحالات الطوارئ في الرايخ الثالث، بما في ذلك فرق الإطفاء وخفر السواحل والدفاع المدني وحتى الحراس الليليون. كان تحت القيادة العامة لهينريش هيملر.
بعد سقوط حائط برلين (1989) وإعادة توحيد ألمانيا (1990)، تم دمج شرطة برلين الغربية، التي تضم 20000 موظف، وشرطة برلين الشرقية، مع 12000 موظف تحت إشراف رئيس برلين الغربية جورج شيرتز. غير حوالي 2,300 ضابط مهامهم من الغرب إلى الشرق، وحوالي 2700 ضابط من الشرق إلى الغرب. تم فحص حوالي 9600 من ضباط برلين الشرقية لكونهم متعاونين محتملين في أمن الدولة (ستازي). تم تطهير 8544 منهم، في حين لم يتم إدانة 1,056 منهم. تقاعد حوالي 2000 أو استقالو من تلقاء أنفسهم.

### رؤساء الشرطة
قائمة رؤساء الشرطة منذ عام 1809:

#### 1809-1920
| - 1809-1811: Justus Gruner - 1811-1812: ديديريتش فريدريش كارل فون شلشتندال - 1812-1821: بول لودفيج لو كوك - 1822-1831: لودفيغ فيلهلم فون إسيك - 1831-1832: فريدريش فيلهلم كارل فون أرنيم - 1832: أغسطس فيلهلم فرانك - 1832-1839: كارل فون جيرلاخ - 1839-1847: يوجين فون بوتكامير - 1847-1848: يوليوس فون مينوتولي - 1848: موريتز فون بارديلبين - 1848-1856: كارل لودفيغ فريدريش فون هينكيلدي - 1856-1861: كونستانتين فون تسيدليتز نويكيرش | - 1861-1862: ليوبولد فون وينتر - 1862-1867: أوتو فون بيرنوث - 1867-1872: لوثار فون وورم - 1872-1885: غيدو فون مادي - 1885-1895: برنارد فون ريشتهوفن - 1895-1902: لودفيج فون ويندهايم - 1903-1908: جورج فون بوريس - 1908-1909: إرنست فون ستوبينراوخ - 1909-1916: تراوجوت فون جاغو - 1916-1918: هاينريش فون أوبن - 1918-1919: إميل إيتشهورن - 1919-1920: يوجين إرنست - 1920: فيلهلم ريختر |

#### برلين الكبرى: 1920-1948
| - 1920-1925: فيلهلم ريختر - 1925-1926: ألبرت غريزينسكي - 1926-1930: كارل زورجيل - 1930-1932: ألبرت غريزينسكي - 1932-1933: كورت ميلشر | - 1933-1935: ماغنوس فون ليفيتزو - 1935-1944: وولف هاينريش جراف فون هيلدورف - 1944-1945: كورت غوروم - 1945-1948: بول ماركغراف |

#### برلين المقسمة: 1948 - 1990
| برلين الغربية: - 1948-1962: يوهانس ستوم - 1962-1967: إريك دينسنج - 1968: جورج موتش - 1969-1987: كلاوس هوبنر - 1987-1990: جورج شيرتز | برلين الشرقية: - 1948-1949: بول ماركغراف - 1950-1953: فالديمار شميدت - 1953-1964: فريتز إيكماير - 1964-1975: هورست إند - 1975-1985: Werner Gröning - 1986-1990: فريدهيلم راوش - 1990: ديرك باخمان |

#### منذ 1990
| - 1990-1992: جورج شيرتز - 1992-2001: هاغن سابرشينسكي - 2002-2011: ديتر جليتش | - 2011-2012: مارجاريت كوبرز - 2012-2018: كلاوس كاندت - من 2018: باربرا سلويك |

## التنظيم

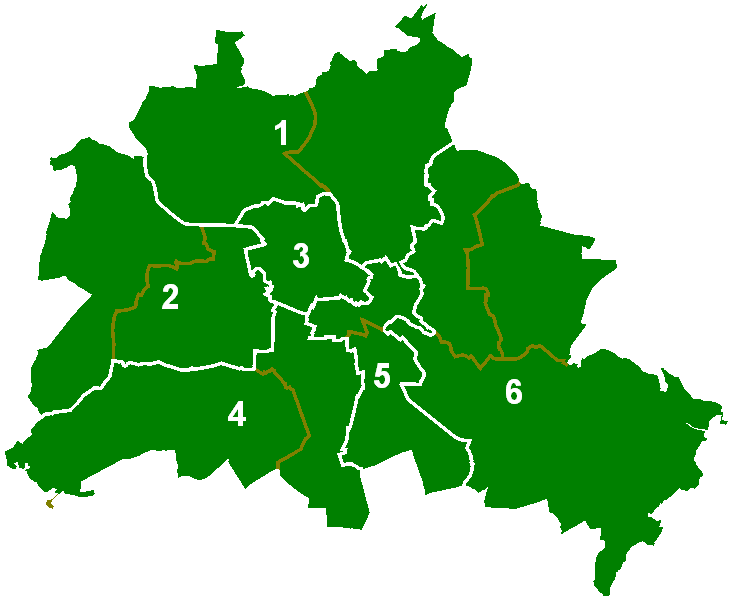
مديريات شرطة برلين الستة

### مديريات
تنقسم شرطة برلين إلى 6 مديريات محلية (Direktion). كل مديرية محلية مسؤولة عن مقاطعة برلينر الثلاث:
- ديريكشن 1: راينكيندورف، بانكو
- ديريكشن 2: سبانداو، شارلوتنبورغ-فيلمرسدورف
- ديريكشن 3: ميت
- ديريكشن 4: تيمبيلهوف-شونبيرج، ستيجليتز-زيليندورف
- Direktion 5: فريدريششين-كروزبرج، نيوكلين
- Direktion 6: Marzahn-Hellersdorf Treptow-Köpenick ، Lichtenberg

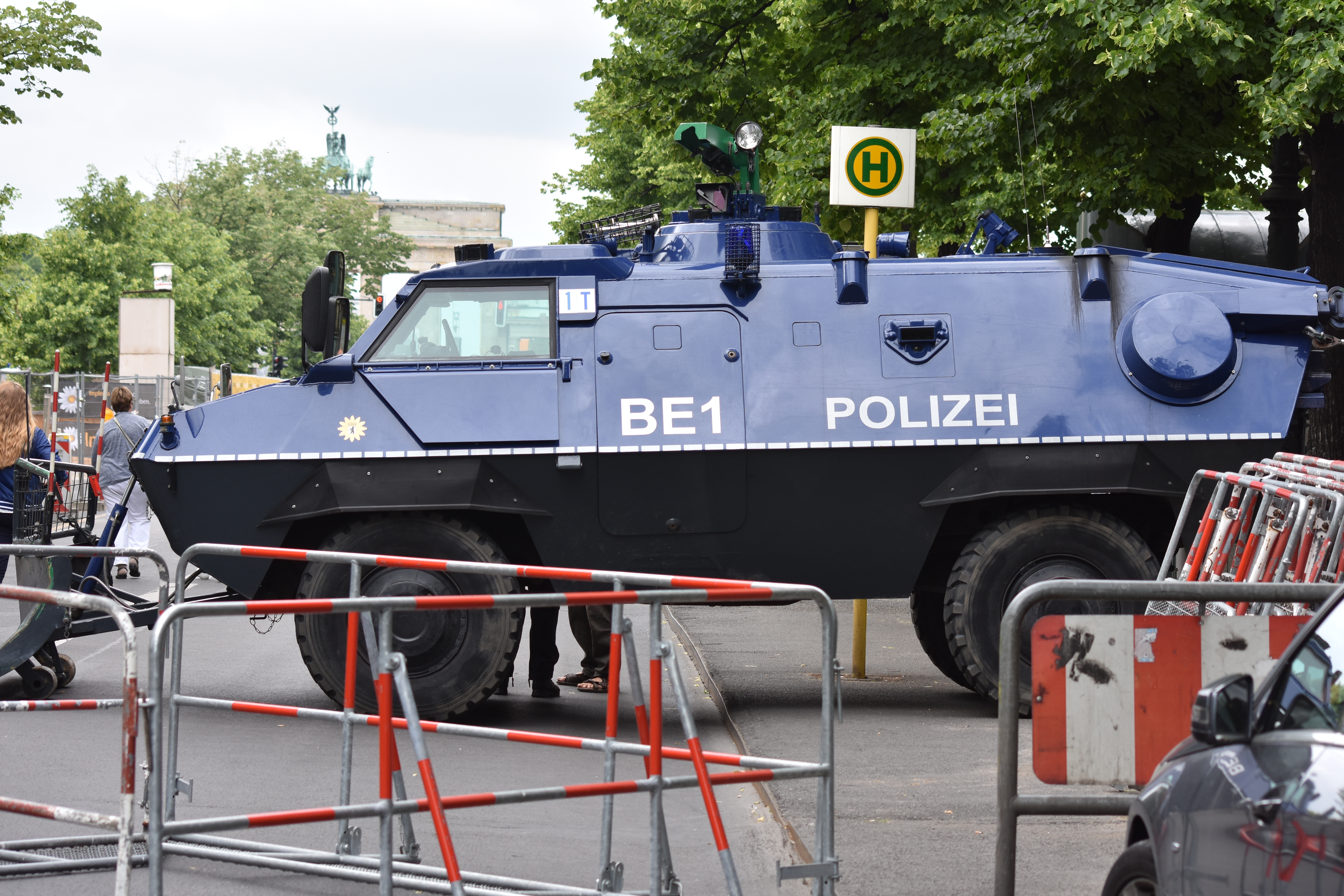
شرطة برلين Sonderwagen BE1 المدرعة (2017).

### القوى العاملة

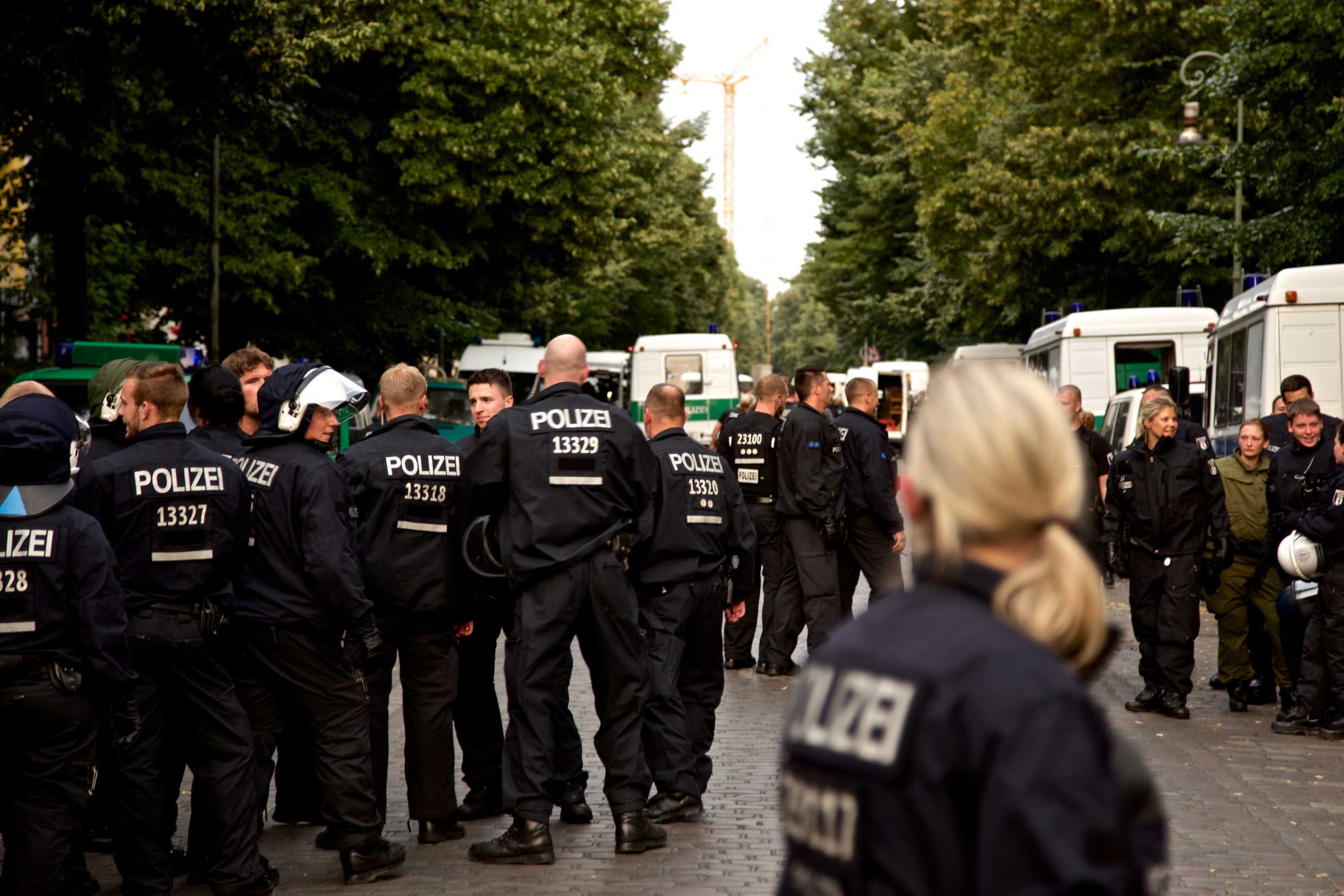
رجال الشرطة والنساء (2014).

- 17041 ضابط شرطة يرتدون ملابس مدنية وعادية (2017)
- 2526 من حراس الأمن وضباط السجون والموظفين في المجالات الأخرى ذات الصلة بإنفاذ القانون (2017)
- 2,778 من الموظفين الإداريين، بما في ذلك الإدارة والموظفون الكتابيون والموظفون الفنيون والعلماء من مختلف التخصصات (2017)
- 2,808 المتدربين والمتدربين (2017)
- 2500 سيارة (2017)
- 1.545 مليار يورو الميزانية السنوية (2019)

### الوحدات
- مكتب الشرطة الجنائية للولاية (LKA): قسم التحقيقات الجنائية هو المسؤول عن التحقيق في أخطر الجرائم (المهام الحصرية لل LKA مثل الجرائم المرتكبة ضد الدستور أو الجريمة المنظمة أو عصابات الشباب أو الجريمة ذات الدوافع السياسية) ويعمل بشكل وثيق مع المجموعات المحلية للمديريات الستة. تشرف LKA على عمليات الشرطة الرامية إلى منع الجرائم الجنائية والتحقيق فيها، وتنسيق التحقيقات المتعلقة بأكثر من ديريكشن.

مخصصة ل LKA:

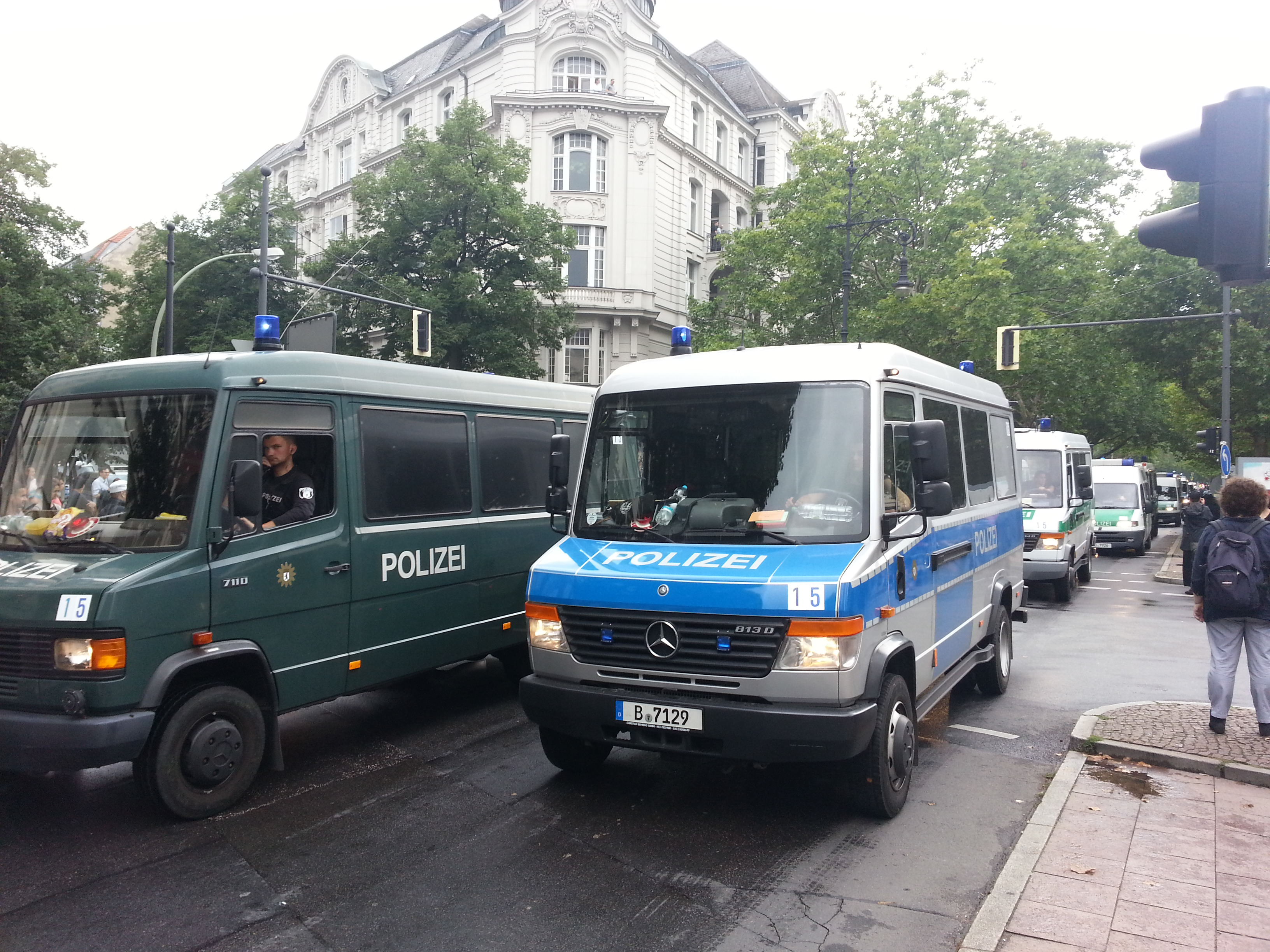
حافلة للشرطة باللون الفضي الأزرق(2014).

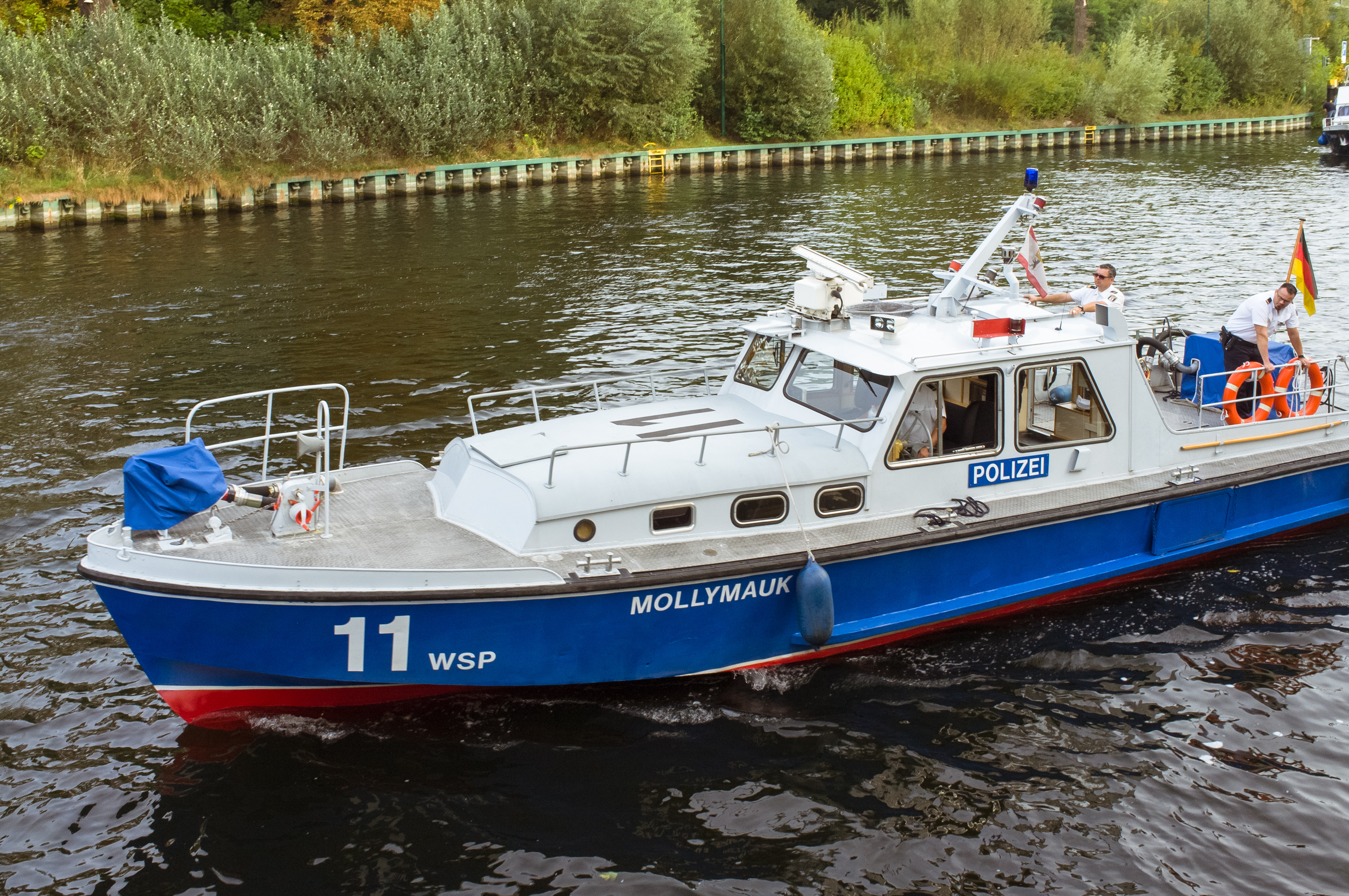
قارب شرطة برلين (2014).

- Spezialeinsatzkommando (SEK) - فرق SWAT التابعة لشرطة الدولة الألمانية.
- Einsatzkommando (MEK) -
- Personenschutzkommando -
- Direktion Zentrale Aufgaben (Dir ZA):